# Luciana Sandoval
Luciana Sandoval (sinh ngày 17 tháng 9 năm 1980) là một người dẫn chương trình, vũ công và cựu người mẫu người Salvador.
Từ khi còn rất nhỏ, Sandoval đã nhảy với vở ballet quốc gia. Với đoàn kịch của mình, cô đã biểu diễn trên nhiều chương trình giải trí. Cô bắt đầu tham gia các cuộc thi sắc đẹp và người mẫu, và tiếp tục xuất hiện trên TV dẫn đến việc cô tổ chức chương trình khiêu vũ Bailando por un sueño. Kể từ đó, cô được biết đến như một người dẫn chương trình trò chuyện buổi sáng Viva la Mañana. Vào tháng 9 năm 2017, cô đã nhận được sự chú ý của báo chí vì bắt chước Beyoncé. Cô kết hôn với Enzo Rubio và có một con trai.